# Vogošća
Vogošća je opčina v kantonu Sarajevo, v Bosně a Hercegovině. Protéká jí stejnojmenná řeka.
Nachází se severozápadně od hlavního města, asi 6 km od jeho centra. Její rozloha je 72 km², podle statistik z roku 2002 tu žije 19 894 lidí, z nichž 88,9 % jsou Bosňáci, 8,2 % Srbové, 2,3 % Chorvati a méně než 1 % tvoří ostatní. Ze severu a z jihu je obklopena vrcholky kopců; z jihu jsou to Žuč a Orlić, ze severu potom Lopata a další kopce s nadmořskou výškou okolo 1100 m n. m.

## Historie
První zmínka o sídlu v této oblasti pochází z roku 1455, doložen je název Gogošta. Během rakousko-uherské nadvlády nedošlo v obci k výraznějším změnám, v blízkosti obce ale vznikly malé dílny a vodovod. V roce 1937 byla vybudována současná silnice jako jedna z prvních moderních cest v okolí Sarajeva.
Na místě původní vesnice bylo v 50. letech 20. století vybudováno sídliště z bytových bloků orientované ve směru západ-východ. Jeho hlavní osou byla ulice Igmanska. Po dokončení základního obytného souboru se začala Vogošća rozvíjet přirozeně směrem na západ a na východ. Do průmyslového areálu, který se nachází na východním okraji Vogošći, vede železniční vlečka, která prochází samotným středem města.
V dobách před válkou, v 80. letech Vogošća těžila z hospodářského růstu sousedního města. Velký význam zde získaly závody, které tehdy jugoslávské společnosti vybudovali spolu s Němci (Volkswagen) a Švédy; koncem 80. let se tak stala Vogošća druhou nejprůmyslovější opčinou v celé SFRJ. Původně byl nicméně závod ve zcela jugoslávských rukách a nesl jméno hlavy státu, Josipa Broze Tita. Před válkou v 90. letech 20. století zde žili většinou Srbové; jejich odchod v polovině 90. let a příchod Bosňáků spolu s ozbrojeným konfliktem kdysi z bohaté oblasti udělal zničenou a chátrající. Na přelomu století však došlo k oživení průmyslu.

## Doprava
Vogošća je velmi dobře napojená na hlavní silniční i železniční komunikace v zemi. Západně od ní, u řeky Bosny vede dálnice A1 a železniční trať Šamac–Sarajevo. Z východní strany směřuje hlavní silnice do centra Sarajeva směrem k místní části Koševo.